# Сан-Мігель (Нью-Мексико)
Сан-Мігель (англ. San Miguel) — переписна місцевість (CDP) в США, в окрузі Донья-Ана штату Нью-Мексико. Населення — 975 осіб (2020).

## Географія
Сан-Мігель розташований за координатами 32°9′12″ пн. ш. 106°43′37″ зх. д. / 32.15333° пн. ш. 106.72694° зх. д. (32.153459, -106.726850).  За даними Бюро перепису населення США в 2010 році переписна місцевість мала площу 5,93 км², уся площа — суходіл.

## Демографія
Згідно з переписом 2010 року, у переписній місцевості мешкали 1153 особи в 393 домогосподарствах у складі 311 родини. Густота населення становила 195 осіб/км².  Було 431 помешкання (73/км²).
Расовий склад населення:
| - 74,7 % — білих - 0,8 % — корінних американців - 0,3 % — азіатів - 0,2 % — чорних або афроамериканців - 22,8 % — осіб інших рас |

До двох чи більше рас належало 1,3 %. Частка іспаномовних становила 89,9 % від усіх жителів.
За віковим діапазоном населення розподілялося таким чином: 25,6 % — особи молодші 18 років, 56,2 % — особи у віці 18—64 років, 18,2 % — особи у віці 65 років та старші. Медіана віку мешканця становила 40,0 року. На 100 осіб жіночої статі у переписній місцевості припадало 86,3 чоловіків;  на 100 жінок у віці від 18 років та старших — 87,3 чоловіків також старших 18 років.
Середній дохід на одне домашнє господарство  становив 38 514 долари США (медіана — 35 669), а середній дохід на одну сім'ю — 40 561 долар (медіана — 37 308). Медіана доходів становила 23 824 долари для чоловіків та 33 833 долари для жінок. За межею бідності перебувало 39,7 % осіб, у тому числі 75,8 % дітей у віці до 18 років та 4,7 % осіб у віці 65 років та старших.
Цивільне працевлаштоване населення становило 486 осіб. Основні галузі зайнятості: освіта, охорона здоров'я та соціальна допомога — 32,5 %, будівництво — 18,9 %, фінанси, страхування та нерухомість — 9,5 %, науковці, спеціалісти, менеджери — 6,8 %.